# Lista de programas originais distribuídos pela Max
Max (anteriormente HBO Max) é um serviço de streaming over-the-top de propriedade e operado pela Warner Bros. Discovery e administrado pela Warner Bros. Entertainment. Distribui uma série de programas originais, incluindo séries originais, especiais, minisséries, documentários e filmes. Os filmes e programas de televisão produzidos para Max são apelidados de "Max Originals" e tinham esse nome antes da mudança da marca HBO Max para Max em 23 de maio de 2023. HBO Max era uma biblioteca expandida de programação em comparação com o antigo HBO Now, que  transmitia apenas programação da HBO. Max Originals foram feitos especificamente para públicos fora da marca tradicional da HBO.

## Séries originais

### Drama
| Título                            | Gênero                            | Estreia                | Temporadas                 | Duração    | Status                           |
| --------------------------------- | --------------------------------- | ---------------------- | -------------------------- | ---------- | -------------------------------- |
| Raised by Wolves                  | Ficção Científica                 | 3 de Setembro de 2020  | 2 Temporadas, 18 Episódios | 39–54 min. | Finalizada                       |
| Gossip Girl                       | Drama Adolescente                 | 8 de Julho de 2021     | 2 Temporadas, 22 Episódios | 53–57 min. | Finalizada                       |
| Station Eleven                    | Post-apocalyptic drama            | 16 de Dezembro de 2021 | 10 episódios               | 44–59 min. | Minissérie                       |
| DMZ                               | Dystopian alternate history drama | 17 de Março de 2022    | 4 episodes                 | 58–60 min. | Miniseries                       |
| Julia                             | Biographical drama                | 31 de Março de 2022    | 2 seasons, 16 episodes     | 43–49 min. | Ended                            |
| Tokyo Vice                        | Crime drama                       | 7 de Abril de 2022     | 2 temporadas, 18 episódios | 53–64 min. | Season 2 ongoing                 |
| The Staircase                     | True crime drama                  | 5 de Maio de 2022      | 8 episódios                | 59–73 min. | Miniseries                       |
| Pretty Little Liars: Original Sin | Teen mystery crime thriller       | 28 de Julho de 2022    | 1 temporada, 10 episódios  | 47–53 min. | Season 2 due to premiere in 2024 |
| Love & Death                      | True crime drama                  | 27 de Abril de 2023    | 7 episódios                | 45–58 min. | Miniseries                       |
| Full Circle                       | Mystery                           | 13 de Julho de 2023    | 6 episódios                | 37–59 min. | Miniseries                       |
| Aguardando lançamento             |                                   |                        |                            |            |                                  |
| The Girls on the Bus              | Drama                             | March 14, 2024         | 1 season, 10 episodes      | ASA        | Pending                          |

### Comédia
| Título original                | Gênero                    | Estréia           | Temporadas             | Duração    | Status                           |
| ------------------------------ | ------------------------- | ----------------- | ---------------------- | ---------- | -------------------------------- |
| Love Life                      | Romantic comedy anthology | May 27, 2020      | 2 seasons, 20 episodes | 24–35 min. | Ended                            |
| The Flight Attendant           | Mystery drama/Dark comedy | November 26, 2020 | 2 seasons, 16 episodes | 37–48 min. | Ended                            |
| Generation                     | Teen comedy drama         | March 11, 2021    | 1 season, 16 episodes  | 26–37 min. | Ended                            |
| Made for Love                  | Dark comedy               | April 1, 2021     | 2 seasons, 16 episodes | 24–32 min. | Ended                            |
| That Damn Michael Che          | Sketch comedy             | May 6, 2021       | 2 seasons, 12 episodes | 19–23 min. | Ended                            |
| Hacks                          | Black comedy drama        | May 13, 2021      | 2 seasons, 18 episodes | 24–35 min. | Season 3 due to premiere in 2024 |
| The Sex Lives of College Girls | Comedy drama              | November 18, 2021 | 2 seasons, 20 episodes | 22–51 min. | Season 3 due to premiere in 2024 |
| And Just Like That...          | Romantic comedy           | December 9, 2021  | 2 seasons, 21 episodes | 34–45 min. | Season 3 due to premiere in 2025 |
| Peacemaker                     | Superhero comedy drama    | January 13, 2022  | 1 season, 8 episodes   | 38–44 min. | Renewed                          |
| Our Flag Means Death           | Period comedy             | March 3, 2022     | 2 seasons, 18 episodes | 25–32 min. | Ended                            |
| Minx                           | Comedy                    | March 17, 2022    | 1 season, 10 episodes  | 24–35 min. | Ended                            |
| Rap Sh!t                       | Music comedy              | July 21, 2022     | 2 seasons, 16 episodes | 27–37 min. | Ended                            |
| Bookie                         | Comedy                    | November 30, 2023 | 1 season, 8 episodes   | 21–28 min. | Renewed                          |

### Crianças e família
| Título original                                                                            | Gênero               | Estréia            | Temporadas               | Duração    | Status  |
| ------------------------------------------------------------------------------------------ | -------------------- | ------------------ | ------------------------ | ---------- | ------- |
| Mo Willems and The Storytime All-Stars Present: Don't Let the Pigeon Do Storytime! Shorts! | Family comedy        | September 17, 2020 | 1 season, 8 episodes     | 4–8 min.   | Ended   |
| My Sesame Street Friends                                                                   | Preschool education  | November 12, 2020  | 14 seasons, 182 episodes | 11–12 min. | Pending |
| Head of the Class                                                                          | Teen sitcom          | November 4, 2021   | 1 season, 10 episodes    | 21–27 min. | Ended   |
| The Garcias                                                                                | Family sitcom        | April 14, 2022     | 1 season, 10 episodes    | 24–28 min. | Ended   |
| Gordita Chronicles                                                                         | Coming-of-age comedy | June 23, 2022      | 1 season, 10 episodes    | 24–30 min. | Ended   |

### Animação

#### Animação adulta
| Título original                 | Gênero                           | Estréia            | Temporadas             | Duração    | Status  |
| ------------------------------- | -------------------------------- | ------------------ | ---------------------- | ---------- | ------- |
| Close Enough                    | Surreal comedy                   | July 9, 2020       | 3 seasons, 24 episodes | 22–24 min. | Ended   |
| The Prince                      | Political satire/sitcom          | July 29, 2021      | 1 season, 12 episodes  | 12–14 min. | Ended   |
| Ten Year Old Tom                | Sitcom                           | September 30, 2021 | 2 seasons, 20 episodes | 25–28 min. | Ended   |
| Santa Inc.                      | Workplace comedy                 | December 2, 2021   | 1 season, 8 episodes   | 21–25 min. | Ended   |
| Velma                           | Mystery horror comedy            | January 12, 2023   | 1 season, 10 episodes  | 23–28 min. | Renewed |
| Fired on Mars                   | Science fiction workplace comedy | April 20, 2023     | 1 season, 8 episodes   | 23–31 min. | Pending |
| Adventure Time: Fionna and Cake | Fantasy adventure comedy         | August 31, 2023    | 1 season, 10 episodes  | 24–27 min. | Renewed |
| Young Love                      | Family sitcom                    | September 21, 2023 | 1 season, 12 episodes  | 20–26 min. | Pending |
| Scavengers Reign                | Science fiction drama            | October 19, 2023   | 1 season, 12 episodes  | 23–27 min. | Pending |

#### Crianças e família
| Título original                 | Gênero                           | Estréia            | Temporadas             | Duração    | Status                           |
| ------------------------------- | -------------------------------- | ------------------ | ---------------------- | ---------- | -------------------------------- |
| Looney Tunes Cartoons           | Slapstick comedy                 | May 27, 2020       | 6 seasons, 81 episodes | 9–29 min.  | Ended                            |
| Adventure Time: Distant Lands   | Science fantasy adventure comedy | June 25, 2020      | 4 episodes             | 45–49 min. | Miniseries                       |
| Tig n' Seek                     | Workplace comedy                 | July 23, 2020      | 4 seasons, 80 episodes | 12 min.    | Ended                            |
| The Fungies!                    | Fantasy comedy                   | August 20, 2020    | 3 seasons, 80 episodes | 11–12 min. | Ended                            |
| Tom and Jerry Special Shorts    | Slapstick comedy                 | February 20, 2021  | 1 season, 2 episodes   | 4–5 min.   | Ended                            |
| Tom and Jerry in New York       | Slapstick comedy                 | July 1, 2021       | 2 seasons, 13 episodes | 20–21 min. | Ended                            |
| Jellystone!                     | Slapstick comedy                 | July 29, 2021      | 3 seasons, 47 episodes | 11–22 min. | Season 3 ongoing                 |
| Little Ellen                    | Comedy                           | September 13, 2021 | 2 seasons, 20 episodes | 11 min.    | Ended                            |
| Yabba Dabba Dinosaurs           | Comedy                           | September 30, 2021 | 2 seasons, 26 episodes | 11 min.    | Ended                            |
| Aquaman: King of Atlantis       | Superhero                        | October 14, 2021   | 3 episodes             | 45 min.    | Miniseries                       |
| Gremlins: Secrets of the Mogwai | Fantasy comedy                   | May 23, 2023       | 1 season, 10 episodes  | 23–24 min. | Season 2 due to premiere in 2024 |
| Bea's Block                     | Comedy                           | February 15, 2024  | 1 season, 22 episodes  | 24 min.    | Season 1 ongoing                 |

### Idioma diferente do inglês
| Título original                  | Genre                      | Estréia                                                                                          | Temporadas            | Duração    | Idioma                | Status  |
| -------------------------------- | -------------------------- | ------------------------------------------------------------------------------------------------ | --------------------- | ---------- | --------------------- | ------- |
| The Informant                    | Spy thriller               | Erro de expressão: caractere "{" não reconhecidoErro de expressão: caractere "{" não reconhecido | 1 season, 8 episodes  | 40–46 min. | Húngaro               | Ended   |
| Dafne and the Rest               | Comedy drama               | - October 26, 2021 - December 10, 2021                                                           | 1 season, 8 episodes  | 30 min.    | Espanhol              | Ended   |
| Kamikaze                         | Young adult thriller drama | Erro de expressão: caractere "{" não reconhecidoErro de expressão: caractere "{" não reconhecido | 1 season, 8 episodes  | 22–35 min. | Danish                | Ended   |
| Ruxx                             | Comedy drama               | Erro de expressão: caractere "{" não reconhecidoErro de expressão: caractere "{" não reconhecido | 1 season, 8 episodes  | 44–50 min. | Romanian              | Ended   |
| Lust                             | Sex comedy                 | Erro de expressão: caractere "{" não reconhecidoErro de expressão: caractere "{" não reconhecido | 1 season, 8 episodes  | 25–29 min. | Swedish               | Ended   |
| The Thaw                         | Crime drama                | Erro de expressão: caractere "{" não reconhecidoErro de expressão: caractere "{" não reconhecido | 1 season, 6 episodes  | 46–55 min. | Polish                | Renewed |
| García!                          | Science fiction thriller   | October 28, 2022                                                                                 | 1 season, 6 episodes  | 54–59 min. | Spanish               | Ended   |
| This Is Luna                     | Romantic comedy            | November 13, 2022                                                                                | 1 season, 10 episodes | 29–35 min. | Portuguese            | Ended   |
| Poor Devil                       | Adult animation            | February 17, 2023                                                                                | 1 season, 8 episodes  | 15–23 min. | Spanish               | Ended   |
| Mariachis                        | Comedy drama               | March 2, 2023                                                                                    | 1 season, 8 episodes  | 32–47 min. | Spanish               | Pending |
| #BringBackAlice                  | Mystery thriller           | April 14, 2023                                                                                   | 1 season, 6 episodes  | 49–54 min. | Polish                | Pending |
| Headless Chickens                | Sports comedy drama        | April 28, 2023                                                                                   | 1 season, 7 episodes  | 24–31 min. | Spanish               | Pending |
| Spy/Master                       | Spy drama                  | May 19, 2023                                                                                     | 1 season, 6 episodes  | 44–51 min. | Romanian              | Pending |
| VGLY                             | Coming-of-age drama        | May 25, 2023                                                                                     | 1 season, 13 episodes | 29–35 min. | Spanish               | Renewed |
| My Magic Closet                  | Romantic fantasy drama     | July 20, 2023                                                                                    | 1 season, 10 episodes | 35–42 min. | - Portuguese - Korean | Pending |
| I Love You and It Hurts          | Teen drama                 | August 17, 2023                                                                                  | 1 season, 13 episodes | 34–45 min. | Spanish               | Pending |
| Candy Cruz                       | Comedy                     | October 19, 2023                                                                                 | 1 season, 10 episodes | 27–33 min. | Spanish               | Pending |
| Teenage Kiss: The Future Is Dead | Teen drama                 | October 19, 2023                                                                                 | 1 season, 8 episodes  | 23–32 min. | Portuguese            | Pending |

### Sem roteiro

#### Docussérie
| Título original                              | Assunto                                     | Estréia            | Temporadas            | Duração    | Idioma     | Status     |
| -------------------------------------------- | ------------------------------------------- | ------------------ | --------------------- | ---------- | ---------- | ---------- |
| Expecting Amy                                | Biographical/Pregnancy                      | July 9, 2020       | 3 episodes            | 52–64 min. | English    | Miniseries |
| Ravi Patel's Pursuit of Happiness            | Lifestyle                                   | August 27, 2020    | 1 season, 4 episodes  | 42 min.    | English    | Ended      |
| Equal                                        | LGBT rights                                 | October 22, 2020   | 4 episodes            | 39–41 min. | English    | Miniseries |
| Heaven's Gate: The Cult of Cults             | True crime/Conspiracy theory                | December 3, 2020   | 4 episodes            | 49–52 min. | English    | Miniseries |
| The Event                                    | Food                                        | January 14, 2021   | 1 season, 4 episodes  | 34–43 min. | English    | Ended      |
| Generation Hustle                            | Business                                    | April 22, 2021     | 1 season, 10 episodes | 43–49 min. | English    | Ended      |
| Through Our Eyes                             | American society                            | July 22, 2021      | 1 season, 4 episodes  | 30–37 min. | English    | Renewed    |
| The Way Down                                 | Biographical/Investigative journalism       | September 30, 2021 | 5 episodes            | 47–55 min. | English    | Miniseries |
| What Happened, Brittany Murphy?              | Biographical                                | October 14, 2021   | 2 episodes            | 56–57 min. | English    | Miniseries |
| Dolores: The Truth About the Wanninkhof Case | True crime                                  | October 26, 2021   | 1 season, 6 episodes  | 49–54 min. | Spanish    | Ended      |
| Take Out with Lisa Ling                      | Asian cuisine                               | January 27, 2022   | 1 season, 6 episodes  | 22–30 min. | English    | Ended      |
| Bilardo, the Soccer Doctor                   | Biographical/Soccer                         | February 24, 2022  | 1 season, 4 episodes  | 48–55 min. | Spanish    | Miniseries |
| Gaming Wall Street                           | Business/Internet culture                   | March 3, 2022      | 2 episodes            | 54–59 min. | English    | Miniseries |
| One Perfect Shot                             | Film industry                               | March 24, 2022     | 1 season, 6 episodes  | 22–26 min. | English    | Ended      |
| Brené Brown: Atlas of the Heart              | Social influence                            | March 31, 2022     | 1 season, 5 episodes  | 36–47 min. | English    | Ended      |
| Czech It Out!                                | Travel                                      | April 1, 2022      | 8 episodes            | 23–27 min. | Czech      | Miniseries |
| Not So Pretty                                | Investigative journalism/Cosmetics industry | April 14, 2022     | 4 episodes            | 26–35 min. | English    | Miniseries |
| PCC, Secret Power                            | True crime                                  | May 26, 2022       | 4 episodes            | 46–51 min. | Portuguese | Miniseries |
| On My Way with Irina Rimes                   | Music                                       | June 3, 2022       | 7 episodes            | 22–36 min. | Romanian   | Miniseries |
| Menudo: Forever Young                        | Music                                       | June 23, 2022      | 4 episodes            | 37–47 min. | Spanish    | Miniseries |
| The Last Movie Stars                         | Celebrity                                   | July 21, 2022      | 6 episodes            | 50–80 min. | English    | Miniseries |
| A Brutal Pact: The Murder of Daniella Perez  | True crime                                  | July 21, 2022      | 5 episodes            | 56–60 min. | Portuguese | Miniseries |
| Saving the King                              | Investigative journalism                    | September 9, 2022  | 3 episodes            | 46–52 min. | Spanish    | Miniseries |
| Low Country: The Murdaugh Dynasty            | True crime                                  | November 3, 2022   | 3 episodes            | 49–50 min. | English    | Miniseries |
| Funny or Die's High Science                  | Science                                     | April 20, 2023     | 1 season, 5 episodes  | 24–26 min. | English    | Pending    |
| How to Create a Sex Scandal                  | Sex scandal                                 | May 23, 2023       | 3 episodes            | 45 min.    | English    | Miniseries |
| SmartLess: On the Road                       | Comedy                                      | May 23, 2023       | 6 episodes            | 42–51 min. | English    | Miniseries |
| What Am I Eating? with Zooey Deschanel       | Food                                        | May 23, 2023       | 1 season, 6 episodes  | 24–27 min. | English    | Pending    |
| 100 Years of Warner Bros.                    | Entertainment industry                      | May 25, 2023       | 4 episodes            | 53–60 min. | English    | Miniseries |
| Naked.Loud.Proud                             | Drag/Burlesque                              | June 1, 2023       | 1 season, 5 episodes  | 31–40 min. | Polish     | Pending    |
| First Five                                   | Politics                                    | June 9, 2023       | 3 episodes            | 34–41 min. | Finnish    | Miniseries |
| Shaun White: The Last Run                    | Sports                                      | July 6, 2023       | 4 episodes            | 54–65 min. | English    | Miniseries |
| Wanted: Millionaire                          | Money                                       | July 7, 2023       | 3 episodes            | 42–45 min. | Spanish    | Miniseries |
| Project Greenlight: A New Generation         | Filmmaking                                  | July 13, 2023      | 1 season, 10 episodes | 29–45 min. | English    | Pending    |
| Superpowered: The DC Story                   | Comic book industry                         | July 20, 2023      | 3 episodes            | 54–56 min. | English    | Miniseries |
| Garavito: The Serial Beast                   | True crime                                  | October 20, 2023   | 4 episodes            | 31–42 min. | Spanish    | Miniseries |
| The Daughter of God: Dalma Maradona          | Biographical/Soccer                         | October 26, 2023   | 3 episodes            | 45–47 min. | Spanish    | Miniseries |
| The Lives of Fèlix                           | Biographical                                | November 24, 2023  | 7 episodes            | 30–37 min. | Spanish    | Miniseries |
| On the Roam                                  | Travel                                      | January 18, 2024   | 1 season, 8 episodes  | 40–50 min. | English    | Renewed    |
| Chasing Flavor                               | Food                                        | February 1, 2024   | 1 season, 6 episodes  | 29–36 min. | English    | Pending    |
| The Truth About Jim                          | True crime                                  | February 15, 2024  | 4 episodes            | 45–50 min. | English    | Miniseries |

#### Reality
| Título original             | Gênero              | Estréia                                | Temporadas             | Duração    | Idioma     | Status  |
| --------------------------- | ------------------- | -------------------------------------- | ---------------------- | ---------- | ---------- | ------- |
| Craftopia                   | Reality competition | May 27, 2020                           | 2 seasons, 20 episodes | 25–33 min. | English    | Ended   |
| Legendary                   | Reality competition | May 27, 2020                           | 3 seasons, 29 episodes | 47–50 min. | English    | Ended   |
| Karma                       | Game show           | June 18, 2020                          | 1 season, 8 episodes   | 37–50 min. | English    | Ended   |
| Selena + Chef               | Cooking show        | August 13, 2020                        | 4 seasons, 40 episodes | 21–33 min. | English    | Ended   |
| Haute Dog                   | Reality competition | September 24, 2020                     | 1 season, 12 episodes  | 28–29 min. | English    | Ended   |
| A World of Calm             | Well-being          | October 1, 2020                        | 1 season, 10 episodes  | 22 min.    | English    | Ended   |
| Full Bloom                  | Reality competition | November 12, 2020                      | 2 season, 16 episodes  | 41–44 min. | English    | Ended   |
| 12 Dates of Christmas       | Dating show         | November 26, 2020                      | 2 seasons, 18 episodes | 41–48 min. | English    | Ended   |
| Stylish with Jenna Lyons    | Reality             | December 3, 2020                       | 1 season, 8 episodes   | 43–54 min. | English    | Ended   |
| House of Ho                 | Reality             | December 10, 2020                      | 2 seasons, 17 episodes | 29–36 min. | English    | Ended   |
| Baketopia                   | Reality competition | March 25, 2021                         | 1 season, 12 episodes  | 30 min.    | English    | Ended   |
| Ellen's Next Great Designer | Reality competition | April 22, 2021                         | 1 season, 6 episodes   | 44–45 min. | English    | Ended   |
| Wahl Street                 | Reality             | April 15, 2021                         | 2 seasons, 16 episodes | 21–26 min. | English    | Ended   |
| The Big Shot with Bethenny  | Reality competition | April 29, 2021                         | 1 season, 7 episodes   | 38–44 min. | English    | Ended   |
| FBOY Island                 | Reality             | July 29, 2021                          | 2 seasons, 13 episodes | 41–62 min. | English    | Ended   |
| The Hype                    | Reality competition | August 12, 2021                        | 2 seasons, 16 episodes | 42–46 min. | English    | Ended   |
| Sweet Life: Los Angeles     | Reality             | August 19, 2021                        | 2 seasons, 20 episodes | 31–34 min. | English    | Ended   |
| The Cut                     | Reality competition | - November 25, 2021 - January 27, 2022 | 1 season, 8 episodes   | 42–49 min. | Portuguese | Ended   |
| 40 Means Nothing            | Reality             | - December 2, 2021 - February 3, 2022  | 1 season, 6 episodes   | 33–51 min. | Spanish    | Ended   |
| Finding Magic Mike          | Reality competition | December 16, 2021                      | 1 season, 7 episodes   | 39–46 min. | English    | Ended   |
| My Mom, Your Dad            | Dating show         | January 13, 2022                       | 1 season, 8 episodes   | 29–46 min. | English    | Ended   |
| About Last Night            | Game show           | February 10, 2022                      | 1 season, 8 episodes   | 22–27 min. | English    | Ended   |
| Queen Stars                 | Reality competition | - March 22, 2022 - April 7, 2022       | 1 season, 8 episodes   | 45–50 min. | Portuguese | Ended   |
| One True Singer             | Talent show         | April 1, 2022                          | 1 season, 10 episodes  | 58–97 min. | Romanian   | Ended   |
| The Bridge Brazil           | Reality competition | June 9, 2022                           | 1 season, 8 episodes   | 43–47 min. | Portuguese | Ended   |
| The Big Brunch              | Reality competition | November 10, 2022                      | 1 season, 8 episodes   | 49–55 min. | English    | Ended   |
| The Climb                   | Reality competition | January 12, 2023                       | 1 season, 8 episodes   | 38–51 min. | English    | Ended   |
| Swiping America             | Dating show         | June 15, 2023                          | 1 season, 8 episodes   | 47–52 min. | English    | Pending |
| Downey's Dream Cars         | Reality             | June 22, 2023                          | 1 season, 6 episodes   | 42–52 min. | English    | Pending |
| Time Zone                   | Reality competition | July 14, 2023                          | 1 season, 8 episodes   | 52–60 min. | Spanish    | Pending |

#### Variedades
| Título original                 | Gênero    | Estreia | Temporadas             | Duração    | Idioma     | Status |
| ------------------------------- | --------- | --- | ---------------------- | ---------- | ---------- | ------ |
| The Not-Too-Late Show with Elmo | Talk show | Erro de expressão: caractere "{" não reconhecidoErro de expressão: caractere "{" não reconhecido | 2 seasons, 29 episodes | 14–16 min. | English    | Ended  |
| Astral Journey                  | Talk show | - Erro de expressão: caractere "{" não reconhecidoErro de expressão: caractere "{" não reconhecido - Erro de expressão: caractere "{" não reconhecidoErro de expressão: caractere "{" não reconhecido | 1 season, 12 episodes  | 36–41 min. | Portuguese | Ended  |
| 2022                            | Music     | Erro de expressão: caractere "{" não reconhecidoErro de expressão: caractere "{" não reconhecido | 1 season, 12 episodes  | 40–60 min. | Portuguese | Ended  |

### Co-produções
Essas são produções que a HBO Max coproduziu e foi ao ar logo após a estreia inicial do programa em sua rede controladora.
| Título original         | Gênero                   | Parceiro/País                                           | Estreia           | Temporadas             | Duração    | Idioma                       | Status     |
| ----------------------- | ------------------------ | ------------------------------------------------------- | ----------------- | ---------------------- | ---------- | ---------------------------- | ---------- |
| Veneno                  | Biographical drama       | Atresplayer Premium/Spain                               | November 19, 2020 | 8 episodes             | 45–63 min. | Spanish                      | Miniseries |
| The Bridge              | Reality competition      | Channel 4/United Kingdom                                | February 11, 2021 | 2 seasons, 14 episodes | 38–48 min. | English                      | Ended      |
| It's a Sin              | Period drama             | Channel 4/United Kingdom                                | February 18, 2021 | 5 episodes             | 46–48 min. | English                      | Miniseries |
| Starstruck              | Comedy                   | BBC Three/United Kingdom                                | June 10, 2021     | 3 seasons, 18 episodes | 20–26 min. | English                      | Pending    |
| Sort Of                 | Sitcom                   | CBC Television/Canada                                   | November 18, 2021 | 3 seasons, 24 episodes | 21–22 min. | English                      | Ended      |
| Perfect Life (season 2) | Comedy drama             | Movistar+/Spain                                         | December 2, 2021  | 1 season, 6 episodes   | 26–34 min. | Spanish                      | Ended      |
| The Girl Before         | Psychological thriller   | BBC One/United Kingdom                                  | February 10, 2022 | 4 episodes             | 55–58 min. | English                      | Miniseries |
| The Tourist (season 1)  | Mystery thriller         | - BBC One/United Kingdom - Stan/Australia - ZDF/Germany | March 3, 2022     | 1 season, 6 episodes   | 55–58 min. | English                      | Ended      |
| Theodosia (season 1)    | Family fantasy adventure | - Globoplay/Brazil - ZDF/Germany                        | March 10, 2022    | 1 season, 13 episodes  | 24–25 min. | English                      | Ended      |
| The Head (season 2)     | Mystery thriller         | Hulu Japan/Japan                                        | December 22, 2022 | 1 season, 6 episodes   | 41–51 min. | - Danish - English - Swedish | Renewed    |
| Two Sides of the Abyss  | Thriller                 | RTL+/Germany                                            | May 8, 2023       | 1 season, 6 episodes   | 43–51 min. | German                       | Pending    |

### Continuações
Esses programas foram adquiridos pela HBO Max por temporadas adicionais, após terem sido exibidas nas temporadas anteriores em outra rede.
| Título original                                      | Gênero                               | Prev.Rede(s) Anterior(es)                                        | Estréia | Temporadas              | Duração    | Status                    |
| ---------------------------------------------------- | ------------------------------------ | ---------------------------------------------------------------- | --- | ----------------------- | ---------- | ------------------------- |
| Summer Camp Island (seasons 2–5)                     | Animated fantasy comedy              | Cartoon Network                                                  | Erro de expressão: caractere "{" não reconhecidoErro de expressão: caractere "{" não reconhecido | 4 seasons, 60 episodes  | 12 min.    | Ended                     |
| Doom Patrol (seasons 2–4)                            | Superhero comedy                     | DC Universe                                                      | Erro de expressão: caractere "{" não reconhecidoErro de expressão: caractere "{" não reconhecido | 3 seasons, 31 episodes  | 38–58 min. | Ended                     |
| Esme & Roy (season 2)                                | Animated fantasy comedy/Education    | HBO                                                              | Erro de expressão: caractere "{" não reconhecidoErro de expressão: caractere "{" não reconhecido | 1 season, 26 episodes   | 24 min.    | Ended                     |
| Search Party (seasons 3–5)                           | Satirical dark comedy                | TBS                                                              | Erro de expressão: caractere "{" não reconhecidoErro de expressão: caractere "{" não reconhecido | 3 seasons, 30 episodes  | 20–30 min. | Ended                     |
| Infinity Train (seasons 3–4)                         | Animated science fantasy mystery     | Cartoon Network                                                  | Erro de expressão: caractere "{" não reconhecidoErro de expressão: caractere "{" não reconhecido | 2 seasons, 20 episodes  | 12 min.    | Ended                     |
| Sesame Street (seasons 51–54)                        | Education                            | - NET (season 1) - PBS (seasons 2–45) - HBO Kids (seasons 46–50) | Erro de expressão: caractere "{" não reconhecidoErro de expressão: caractere "{" não reconhecido | 4 seasons, 140 episodes | 26 min.    | Season 54 ongoing Renewed |
| Titans (seasons 3–4)                                 | Superhero drama                      | DC Universe                                                      | Erro de expressão: caractere "{" não reconhecidoErro de expressão: caractere "{" não reconhecido | 2 seasons, 25 episodes  | 40–56 min. | Ended                     |
| The Other Two (seasons 2–3)                          | Comedy                               | Comedy Central                                                   | Erro de expressão: caractere "{" não reconhecidoErro de expressão: caractere "{" não reconhecido | 2 seasons, 20 episodes  | 25–44 min. | Ended                     |
| Scooby-Doo and Guess Who? (season 2B)                | Animated mystery comedy              | Boomerang                                                        | Erro de expressão: caractere "{" não reconhecidoErro de expressão: caractere "{" não reconhecido | 1 season, 11 episodes   | 22 min.    | Ended                     |
| Young Justice (season 4)                             | Animated superhero                   | - Cartoon Network (seasons 1–2) - DC Universe (season 3)         | Erro de expressão: caractere "{" não reconhecidoErro de expressão: caractere "{" não reconhecido | 1 season, 26 episodes   | 21–25 min. | Ended                     |
| Gen:Lock (season 2)                                  | Adult animated science fantasy       | Rooster Teeth                                                    | Erro de expressão: caractere "{" não reconhecidoErro de expressão: caractere "{" não reconhecido | 1 season, 8 episodes    | 25–27 min. | Ended                     |
| South Side (seasons 2–3)                             | Black sitcom                         | Comedy Central                                                   | Erro de expressão: caractere "{" não reconhecidoErro de expressão: caractere "{" não reconhecido | 2 seasons, 18 episodes  | 27–33 min. | Ended                     |
| Beforeigners (season 2)                              | Science fiction crime drama          | HBO Nordic                                                       | - Erro de expressão: caractere "{" não reconhecidoErro de expressão: caractere "{" não reconhecido - Erro de expressão: caractere "{" não reconhecidoErro de expressão: caractere "{" não reconhecido | 1 season, 6 episodes    | 45 min.    | Ended                     |
| Harley Quinn (seasons 3–4)                           | Adult animated superhero dark comedy | DC Universe                                                      | Erro de expressão: caractere "{" não reconhecidoErro de expressão: caractere "{" não reconhecido | 2 seasons, 21 episodes  | 22–44 min. | Renewed                   |
| Pennyworth: The Origin of Batman's Butler (season 3) | Action crime thriller                | Epix                                                             | Erro de expressão: caractere "{" não reconhecidoErro de expressão: caractere "{" não reconhecido | 1 season, 10 episodes   | 43–51 min. | Ended                     |
| Clone High (seasons 2–3)                             | Satirical science fiction sitcom     | MTV                                                              | Erro de expressão: caractere "{" não reconhecidoErro de expressão: caractere "{" não reconhecido | 2 seasons, 20 episodes  | 24–28 min. | Pending                   |
| Kendra Sells Hollywood (season 2)                    | Reality                              | Discovery+                                                       | Erro de expressão: caractere "{" não reconhecidoErro de expressão: caractere "{" não reconhecido | 1 season, 6 episodes    | 24–29 min. | Pending                   |
| Warrior (season 3)                                   | Martial arts action drama            | Cinemax                                                          | Erro de expressão: caractere "{" não reconhecidoErro de expressão: caractere "{" não reconhecido | 1 season, 10 episodes   | 46–59 min  | Ended                     |
| Serving the Hamptons (season 2)                      | Reality                              | Discovery+                                                       | Erro de expressão: caractere "{" não reconhecidoErro de expressão: caractere "{" não reconhecido | 1 season, 6 episodes    | 30–42 min  | Pending                   |
| Aguardando lançamento                                |                                      |                                                                  | |                         |            |                           |
| Selling the Hamptons (season 2)                      | Reality                              | Discovery+                                                       | Erro de expressão: caractere "{" não reconhecidoErro de expressão: caractere "{" não reconhecido | ASA                     | ASA        | Pending                   |

### Especiais
Esses programas são eventos originais únicos ou conteúdo complementar relacionado a programas de televisão.
| Título original                                                                    | Gênero                     | Estreia            | Duração         |
| ---------------------------------------------------------------------------------- | -------------------------- | ------------------ | --------------- |
| Sesame Street Elmo's Playdate: Scavenger Hunt                                      | Family comedy              | August 6, 2020     | 25 min.         |
| Mo Willems and The Storytime All-Stars Present: Don't Let the Pigeon Do Storytime! | Family comedy              | September 17, 2020 | 57 min.         |
| The Power of We: A Sesame Street Special                                           | Family                     | October 15, 2020   | 22 min.         |
| A West Wing Special to Benefit When We All Vote                                    | Reunion                    | October 15, 2020   | 1 hour, 4 min.  |
| The Monster at the End of This Story                                               | Animated family comedy     | October 29, 2020   | 31 min.         |
| The Fresh Prince of Bel-Air Reunion                                                | Unscripted reunion         | November 18, 2020  | 1 hour, 15 min. |
| Friends: The Reunion                                                               | Unscripted reunion         | May 27, 2021       | 1 hour, 44 min. |
| Furry Friends Forever: Elmo Gets a Puppy                                           | Animated family comedy     | August 5, 2021     | 30 min.         |
| See Us Coming Together: A Sesame Street Special                                    | Family comedy              | November 25, 2021  | 24 min.         |
| And Just Like That... The Documentary                                              | Making-of                  | February 3, 2022   | 1 hour, 13 min. |
| Sesame Street The Nutcracker                                                       | Animated family comedy     | December 1, 2022   | 26 min.         |
| Cookie Monster's Bake Sale                                                         | Family comedy              | August 10, 2023    | 23 min.         |
| Oscar's Handmade Halloween                                                         | Family comedy              | October 5, 2023    | 23 min.         |
| Peter & the Wolf                                                                   | Animated fantasy adventure | October 19, 2023   | 33 min.         |
| Elmo and Tango Holiday Helpers                                                     | Family comedy              | December 7, 2023   | 23 min.         |

### Programação original regional
Esses programas são originais porque a HBO Max os encomendou ou adquiriu e estreou no serviço, mas não estão disponíveis em todo o mundo.
| Título original                      | Gênero                           | Estréia | Temporadas             | Duração    | Região(s) exclusiva(s)                     | Idioma     | Status           |
| ------------------------------------ | -------------------------------- | --- | ---------------------- | ---------- | ------------------------------------------ | ---------- | ---------------- |
| The Missing                          | Crime drama                      | - July 22, 2021 - October 14, 2021 | 1 season, 10 episodes  | 45 min.    | Latin America and the United States        | Portuguese | Ended            |
| Love Spells (Amarres)                | Romantic comedy drama            | - August 12, 2021 - October 14, 2021 | 1 season, 10 episodes  | 44–51 min. | Latin America and the United States        | Spanish    | Ended            |
| Rap Battlefield                      | Coming-of-age music drama        | - September 16, 2021 - November 4, 2021 | 2 seasons, 19 episodes | 37–52 min. | Latin America and the United States        | Spanish    | Pending          |
| Before I Forget (Asesino del Olvido) | Crime drama                      | October 7, 2021 | 1 season, 10 episodes  | 45–54 min. | Latin America                              | Spanish    | Ended            |
| A Thousand Fangs                     | Military action drama            | - October 28, 2021 - December 9, 2021 | 1 season, 7 episodes   | 44–54 min. | Latin America and the United States        | Spanish    | Ended            |
| Frankelda's Book of Spooks           | Animated family horror anthology | October 29, 2021 | 1 season, 5 episodes   | 13–17 min. | Latin America and the United States        | Spanish    | Ended            |
| Juanpa + Chef                        | Cooking show                     | - November 11, 2021 - March 10, 2022 | 1 season, 6 episodes   | 29 min.    | Latin America and the United States        | Spanish    | Ended            |
| Sandy + Chef                         | Cooking show                     | - November 11, 2021 - March 10, 2022 | 1 season, 6 episodes   | 29 min.    | Latin America and the United States        | Portuguese | Ended            |
| Vote for Juan                        | Political satire                 | Erro de expressão: caractere "{" não reconhecidoErro de expressão: caractere "{" não reconhecido | 1 season, 8 episodes   | 26–36 min. | Spain, Latin America and the United States | Spanish    | Ended            |
| Búnker                               | Action comedy                    | - Erro de expressão: caractere "{" não reconhecidoErro de expressão: caractere "{" não reconhecido - Erro de expressão: caractere "{" não reconhecidoErro de expressão: caractere "{" não reconhecido | 1 season, 8 episodes   | 30 min.    | Latin America and the United States        | Spanish    | Ended            |
| Sin novedad                          | Comedy                           | Erro de expressão: caractere "{" não reconhecidoErro de expressão: caractere "{" não reconhecido | 6 episodes             | ASA        | Spain                                      | Spanish    | Miniseries       |
| Onda Boa com Ivete                   | Music docuseries                 | Erro de expressão: caractere "{" não reconhecidoErro de expressão: caractere "{" não reconhecido | 1 season, 5 episodes   | ASA        | Latin America                              | Portuguese | Ended            |
| How to Screw It All Up               | Teen drama                       | Erro de expressão: caractere "{" não reconhecidoErro de expressão: caractere "{" não reconhecido | 1 season, 6 episodes   | 16–23 min. | Latin America and the United States        | Spanish    | Ended            |
| Divina Comida México                 | Reality                          | Erro de expressão: caractere "{" não reconhecidoErro de expressão: caractere "{" não reconhecido | 2 seasons, 32 episodes | 34–47 min. | Latin America                              | Spanish    | Season 2 ongoing |
| Osel                                 | Religion/Biographic docuseries   | Erro de expressão: caractere "{" não reconhecidoErro de expressão: caractere "{" não reconhecido | 4 episodes             | 45 min.    | Spain                                      | Spanish    | Miniseries       |
| The Bridge Hungary                   | Reality competition              | Erro de expressão: caractere "{" não reconhecidoErro de expressão: caractere "{" não reconhecido | 1 season, 7 episodes   | 49–54 min. | Hungary, Slovakia and Czechia              | Hungarian  | Ended            |

## Futuros Programas Originais
Esses programas tiveram sua produção original ou temporadas adicionais encomendadas pelo Max.

### Drama
| Título original              | Genre                                 | Premiere | Seasons              | Runtime | Status          |
| ---------------------------- | ------------------------------------- | -------- | -------------------- | ------- | --------------- |
| The Penguin                  | Superhero crime drama miniseries      | 2024     | 8 episodes           | ASA     | Filming         |
| The Girls on the Bus         | Drama                                 | ASA      | ASA                  | ASA     | Post-production |
| Dune: The Sisterhood         | Science fiction                       | ASA      | ASA                  | ASA     | Filming         |
| Duster                       | Crime thriller                        | ASA      | 1 season, 8 episodes | 60 min. | Filming         |
| Welcome to Derry             | Supernatural horror                   | ASA      | ASA                  | ASA     | Filming         |
| Booster Gold                 | Science fiction superhero             | ASA      | ASA                  | ASA     | Series order    |
| Lanterns                     | Science fiction superhero crime drama | ASA      | ASA                  | ASA     | Series order    |
| Paradise Lost                | Superhero political drama             | ASA      | ASA                  | ASA     | Series order    |
| Subject to Change            | Thriller drama                        | ASA      | ASA                  | ASA     | Series order    |
| Untitled Harry Potter series | Fantasy drama                         | ASA      | ASA                  | ASA     | Series order    |
| Waller                       | Superhero drama                       | ASA      | ASA                  | ASA     | Series order    |

### Comedy
| Title              | Genre  | Premiere | Seasons              | Runtime | Status  |
| ------------------ | ------ | -------- | -------------------- | ------- | ------- |
| How to Be a Bookie | Comedy | 2023     | 1 season, 8 episodes | ASA     | Filming |

### Animation

#### Adult animation
| Title                | Genre                 | Premiere | Seasons               | Runtime | Status        |
| -------------------- | --------------------- | -------- | --------------------- | ------- | ------------- |
| Scavengers Reign     | Science fiction drama | 2023     | 1 season, 12 episodes | 24 min. | Series order  |
| Creature Commandos   | Superhero             | ASA      | 1 season, 7 episodes  | ASA     | In production |
| Kite Man: Hell Yeah! | Superhero comedy      | ASA      | 1 season, 10 episodes | ASA     | Series order  |

#### Kids & family
| Title                                    | Genre         | Premiere | Seasons               | Runtime | Status       |
| ---------------------------------------- | ------------- | -------- | --------------------- | ------- | ------------ |
| Iyanu: Child of Wonder                   | Superhero     | 2024     | ASA                   | ASA     | Series order |
| Mermicorno: Starfall                     | Fantasy       | 2025     | ASA                   | ASA     | Series order |
| Jade Armor                               | Action comedy | ASA      | 1 season, 26 episodes | 22 min. | Renewed      |
| The Amazing World of Gumball: The Series | Comedy        | ASA      | ASA                   | ASA     | Series order |
| Bea's Block                              | Comedy        | ASA      | ASA                   | ASA     | Series order |
| Hop                                      | Comedy        | ASA      | ASA                   | ASA     | Series order |
| Unlimited Squirrels!                     | Comedy        | ASA      | ASA                   | ASA     | Series order |

### Non-English language scripted
| Title               | Genre                    | Premiere | Seasons               | Runtime | Language | Status       |
| ------------------- | ------------------------ | -------- | --------------------- | ------- | -------- | ------------ |
| Coyotl              | Supernatural crime drama | ASA      | ASA                   | ASA     | Spanish  | Series order |
| Felices los 6       | Romantic comedy          | ASA      | ASA                   | 30 min. | Spanish  | Series order |
| Playing Dirty       | Sports comedy            | ASA      | ASA                   | ASA     | Spanish  | Series order |
| Sierra Madre        | Drama                    | ASA      | 1 season, 10 episodes | ASA     | Spanish  | Series order |
| When Nobody Sees Us | Drama                    | ASA      | ASA                   | ASA     | Spanish  | Series order |

### Unscripted

#### Docuseries
| Title                    | Genre      | Premiere | Seasons              | Runtime | Language | Status       |
| ------------------------ | ---------- | -------- | -------------------- | ------- | -------- | ------------ |
| Lost Women of Highway 20 | True crime | 2023     | ASA                  | ASA     | English  | Series order |
| Conan O'Brien Must Go    | Travel     | ASA      | 1 season, 4 episodes | ASA     | English  | Filming      |
| Breath of Fire           | Biography  | ASA      | 1 season, 4 episodes | ASA     | English  | Series order |

#### Reality
| Title                                       | Genre               | Premiere  | Seasons | Runtime | Language | Status       |
| ------------------------------------------- | ------------------- | --------- | ------- | ------- | -------- | ------------ |
| Love & Translation                          | Dating show         | Late 2023 | ASA     | English | ASA      | Series order |
| Amy Learns To...                            | Reality             | ASA       | ASA     | ASA     | English  | Series order |
| Untitled roller dancing competition series  | Reality competition | ASA       | ASA     | ASA     | English  | Series order |
| Untitled Spanish adaptation of The Traitors | Reality competition | ASA       | ASA     | ASA     | Spanish  | Series order |

### Co-productions
| Title           | Genre         | Partner/Country                                                        | Premiere | Seasons | Runtime | Language | Status          |
| --------------- | ------------- | ---------------------------------------------------------------------- | -------- | ------- | ------- | -------- | --------------- |
| Home Sweet Rome | Family sitcom | - Family Channel/Canada - BBC/United Kingdom - RAI/Italy - ARD/Germany | 2023     | ASA     | 30 min. | English  | Post-production |

### Continuations
| Title                         | Genre           | Prev. network(s) | Premiere     | Seasons              | Runtime | Language | Status               |
| ----------------------------- | --------------- | ---------------- | ------------ | -------------------- | ------- | -------- | -------------------- |
| 30 Coins (season 2)           | Mystery horror  | HBO Europe       | October 2023 | 1 season, 8 episodes | 60 min. | Spanish  | Season order         |
| Total Drama Island (season 2) | Animated comedy | Teletoon         | ASA          | ASA                  | 30 min. | English  | Season order Renewed |

### In development
| Title                                            | Genre                              |
| ------------------------------------------------ | ---------------------------------- |
| 12 Rocks in a Box                                | Courtroom comedy drama             |
| Accessible                                       | Teen comedy                        |
| Aloha MotherF**ker                               | Crime drama                        |
| Anon Pls                                         | Drama                              |
| Anything Factory                                 | Adult animated comedy              |
| The Best At It                                   | Comedy                             |
| Black Wall Street                                | Historical drama miniseries        |
| Blair                                            | Comedy                             |
| A Boob's Life                                    | Comedy                             |
| Bunny & Clyde                                    | Comedy                             |
| Charlotte Sophia: Myth, Madness and the Moor     | Historical drama                   |
| Church Girls                                     | Comedy                             |
| City of God                                      | Portuguese-language crime drama    |
| The Colony                                       | Drama                              |
| Computer School                                  | Comedy                             |
| Cover                                            | Adult animated spy thriller        |
| Deeds                                            | Black comedy                       |
| Enjoy Your Meal                                  | Comedy                             |
| Exit Strategy                                    | Comedy                             |
| The Final Girl Support Group                     | Horror                             |
| A Flicker in the Dark                            | Thriller mystery drama             |
| The Future                                       | Satirical science fiction drama    |
| Garbage Pail Kids                                | Animated comedy                    |
| The Glass Hotel                                  | Post-apocalyptic                   |
| Gross Girls                                      | Animated comedy                    |
| Heatwave                                         | Drama                              |
| Hello Paul                                       | Adult animated comedy              |
| Hot Robot                                        | Comedy                             |
| The Human Conditions                             | Medical drama                      |
| Inkwell                                          | Drama                              |
| Instant Karma                                    | Young adult contemporary romance   |
| Keeping Up with the Joneses                      | Adult animated comedy              |
| The Ledger                                       | Action                             |
| Legion of Super-Heroes                           | Adult animated superhero           |
| The List                                         | Drama                              |
| Lumberjanes                                      | Animated coming-of-age fantasy     |
| Max                                              | Dark comedy                        |
| Misfit City                                      | Comedy mystery                     |
| More                                             | Drama                              |
| Motherland Bounce                                | Music comedy                       |
| Obi                                              | Adult animated comedy              |
| OK Boomer                                        | Comedy                             |
| The Other Hamilton                               | Historical drama                   |
| Perfect Strangers                                | Comedy                             |
| The Players Table                                | Coming-of-age mystery drama        |
| Popular                                          | Teen comedy                        |
| The Probability of Miracles                      | Drama miniseries                   |
| Public Figures                                   | Comedy drama                       |
| Rollin'                                          | Comedy                             |
| Sag Harbor                                       | Drama                              |
| Sea of Tranquility                               | Post-apocalyptic                   |
| The Secret Lives of Church Ladies                | Drama                              |
| Slam!                                            | Adult animated sports comedy drama |
| Storytown                                        | Adult animated hip hop comedy      |
| Things That Make White People Feel Uncomfortable | Anthology                          |
| This Is My America                               | Drama                              |
| Uncanny Valley                                   | Adult animated comedy              |
| Unfriendly Black Hotties                         | Comedy                             |
| Untitled Alice Roosevelt Longworth comedy        | Comedy                             |
| Untitled Arkham Asylum series                    | Horror                             |
| Untitled Beverley Schottenstein drama            | Legal drama miniseries             |
| Untitled The Big Bang Theory spin-off            | Comedy                             |
| Untitled Chris Powell series                     | Comedy                             |
| Untitled The Conjuring series                    | Drama                              |
| Untitled Essence drama                           | Period drama                       |
| Untitled Game of Thrones animated spin-off       | Adult animated fantasy drama       |
| Untitled Game of Thrones animated spin-off (2)   | Adult animated fantasy drama       |
| Untitled Game of Thrones animated spin-off (3)   | Adult animated fantasy drama       |
| Untitled Heidi Fleiss series                     | Biopic                             |
| Untitled Latin American K-Pop competition series | Reality competition                |
| Untitled Lisa Ling project                       | Reality                            |
| Untitled Mark Phillips project                   | Drama                              |
| Untitled Rashomon-inspired series                | Psychological thriller             |
| Untitled Shawtane Bowen & Jerah Milligan comedy  | Mystery comedy                     |
| Untitled Sherlock Holmes spin-off                | Mystery                            |
| Untitled Sherlock Holmes spin-off (2)            | Mystery                            |
| Untitled Val-Zod limited series                  | Superhero miniseries               |
| Uptown Bodega                                    | Adult animated comedy              |
| The Westing Game                                 | Mystery                            |
| Wild Life                                        | Teen comedy                        |
| Women's Studies                                  | Comedy drama                       |
| You Brought Me the Ocean                         | Comedy drama                       |

## Ver Também
Lista de filmes Max Originals

## Filmes originais

### Filmes
| Título original              | Título no Brasil | Título em Portugal | Gênero            | Data de lançamento     | Duração  |
| ---------------------------- | ---------------- | ------------------ | ----------------- | ---------------------- | -------- |
| An American Pickle           |                  |                    | Comédia           | 6 de agosto de 2020    | 89 min.  |
| Unpregnant                   |                  |                    | Drama             | 10 de setembro de 2020 | 104 min. |
| Charm City Kings             |                  |                    | Drama             | 8 de outubro de 2020   | 124 min. |
| The Witches                  |                  |                    | Comédia, fantasia | 22 de outubro de 2020  | 105 min. |
| Superintelligence            |                  |                    | Comédia e ação    | 26 de novembro de 2020 | 106 min. |
| Let Them All Talk            |                  |                    | Comédia dramática | 10 de dezembro de 2020 | 113 min. |
| Locked Down                  |                  |                    | Comédia romântica | 14 de janeiro de 2021  | 118 min. |
| Zack Snyder's Justice League |                  |                    | Super-héroi       | 18 de março de 2021    | 242 min. |
| No Sudden Move               |                  |                    | Crime, thriller   | 1 de julho de 2021     | 115 min. |

### Documentarios
| Título original                                  | Título no Brasil                | Título em Portugal | Gênero                                 | Data de lançamento      | Duração  |
| ------------------------------------------------ | ------------------------------- | ------------------ | -------------------------------------- | ----------------------- | -------- |
| On the Record                                    |                                 |                    | Abuso sexual                           | 27 de maio de 2020      | 98 min.  |
| On the Trail: Inside the 2020 Primaries          |                                 |                    | Política                               | 6 de agosto de 2020     | 94 min.  |
| Class Action Park                                |                                 |                    | Acidentes em parque de diversões       | 27 de agosto de 2020    | 90 min.  |
| There Is No "I" in Threesome                     |                                 |                    | Intimidade                             | 11 de fevereiro de 2021 | 87 min.  |
| Persona: The Dark Truth Behind Personality Tests |                                 |                    | Testes de personalidade                | 4 de março de 2021      | 85 min.  |
| LFG                                              |                                 |                    | Futebol disparidade salarial de gênero | 24 de junho de 2021     | 105 min. |
| The Fastest Woman on Earth                       | A Mulher Mais Rápida do Planeta |                    |                                        |                         |          |
|                                                  |                                 |                    |                                        |                         |          |

### Especiais
Esses filmes são eventos únicos ou conteúdo suplementar relacionado a filmes originais ou da Warner Bros. discovery
| Título original | Título no Brasil | Título em Portugal | Gênero | Data de lançamento | Duração |
| --------------- | ---------------- | ------------------ | ------ | ------------------ | ------- |
|                 |                  |                    |        |                    |         |

### Especiais de Stand-up comedy
| Título                                                            | Lançamento             | Duração |
| ----------------------------------------------------------------- | ---------------------- | ------- |
| Beth Stelling: Girl Daddy                                         | 20 de agosto de 2020   | 58 min. |
| Conan O'Brien's Team Coco Presents: James Veitch: Straight to VHS | 20 de agosto de 2020   | 57 min. |
| HA Comedy Festival: The Art of Comedy                             | 20 de agosto de 2020   | 61 min. |
| Rose Matafeo: Horndog                                             | 20 de agosto de 2020   | 58 min. |
| Chelsea Handler: Evolution                                        | 22 de outubro de 2020  | 68 min. |
| Colin Quinn & Friends: A Parking Lot Comedy Show                  | 12 de novembro de 2020 | 49 min. |

### Curtas
| Título original | Título no Brasil | Título em Portugal | Gênero | Data de lançamento | Duração |
| --------------- | ---------------- | ------------------ | ------ | ------------------ | ------- |
|                 |                  |                    |        |                    |         |

### Filmes Originais Língua Não-Inglesa
| Título original | Título no Brasil | Título em Portugal | Gênero | Data de lançamento | Duração | Região(ões) exclusiva(s) | Idioma |
| --------------- | ---------------- | ------------------ | ------ | ------------------ | ------- | ------------------------ | ------ |
|                 |                  |                    |        |                    |         |                          |        |

O Max também distribui produções em idiomas diferentes do inglês